# Maladera inimica
Maladera inimica är en skalbaggsart som beskrevs av Brenske 1898. Maladera inimica ingår i släktet Maladera och familjen Melolonthidae. Inga underarter finns listade i Catalogue of Life.